# Parco agricolo del Rio Morla e delle rogge
Il parco agricolo del Rio Morla e delle rogge (spesso indicato soltanto come "parco del Morla") è un parco locale di interesse sovra comunale (PLIS) che si sviluppa nei comuni di Comun Nuovo, Levate, Stezzano e Zanica, nell'alta pianura bergamasca, in provincia di Bergamo.

## Il parco

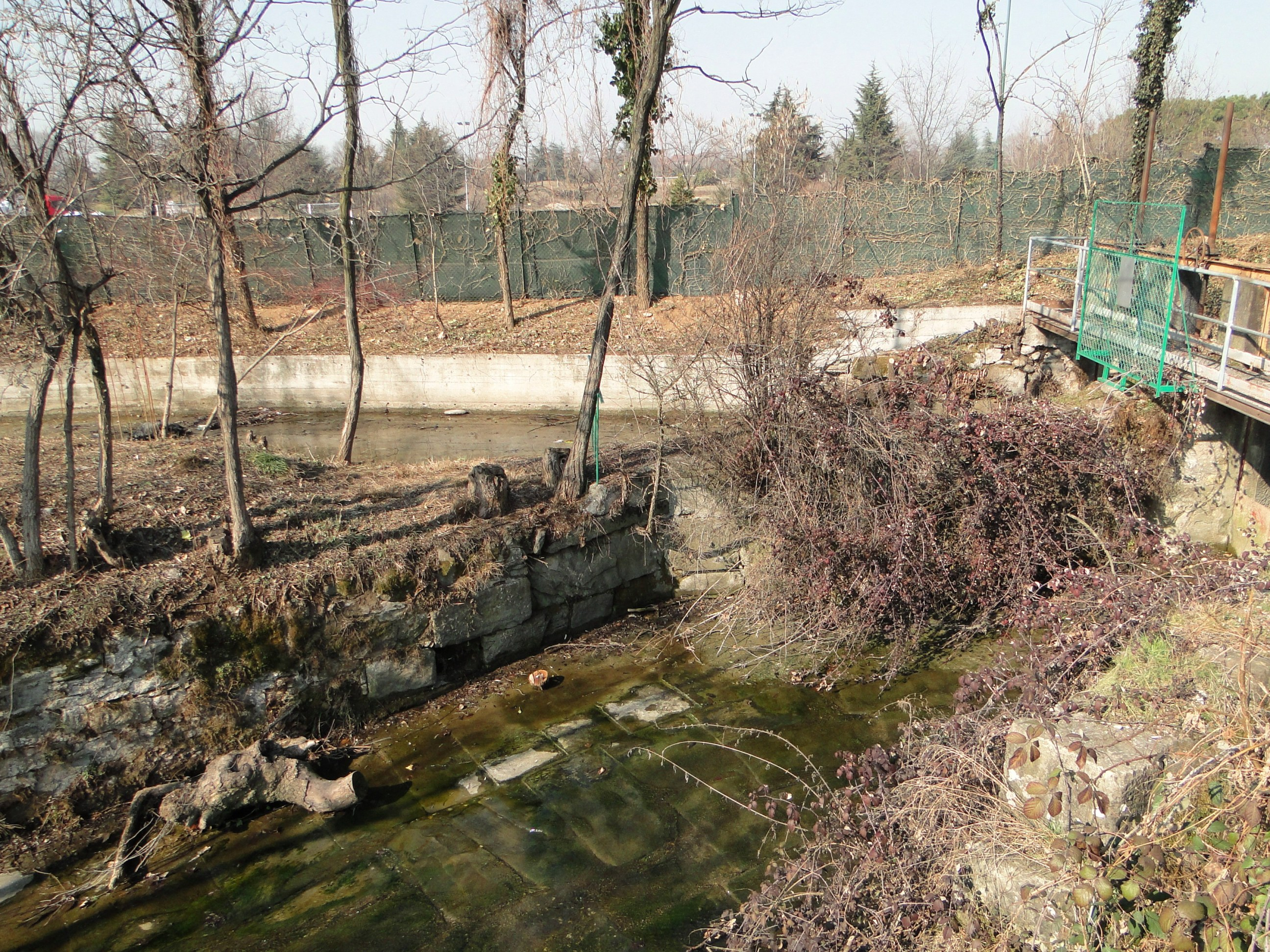
La diramazione del Morla in due tronconi, tra Comun Nuovo e Zanica

Il primo passo verso la costituzione del parco risale al 1983, quando venne introdotta una legge regionale (n. 86 /1983) la quale introdusse accanto ai parchi regionali i parchi locali di interesse sovracomunale (Plis). A questa fece seguito nel 1996 la proposta della creazione, da parte di un gruppo di cittadini, di un parco agricolo lungo il basso corso del torrente Morla. Iniziativa che già l'anno seguente fu presa in carico dalle amministrazioni comunali di Levate, Zanica e Comun Nuovo, che avviarono l'iter per la costituzione del parco, fino ad arrivare all'anno 2004, quando il progetto venne riconosciuto ufficialmente mediante delibera della Giunta provinciale. Tre anni più tardi anche il comune di Stezzano si unì al progetto, portando l'estensione a 1671 ettari.
Attualmente il comune di Stezzano ha avviato la procedura per recedere dalla convenzione, pertanto l'estensione odierna è di 1364 ettari.
La gestione è affidata al comune di Zanica, che è la realtà amministrativa maggiormente coinvolta a livello territoriale. Il parco funziona grazie al bilancio annuale finanziato dai tre comuni aderenti e talvolta grazie ai finanziamenti derivanti dalla partecipazione a bandi provinciali, regionali e di altri Enti, che permettono di realizzare investimenti di maggiore portata e impatto.
Gli obiettivi che si intendono perseguire sono la conoscenza e la rivalutazione delle zone rurali e naturali presenti, da ottenersi sia mediante l'istituzione di una serie di percorsi campestri e ciclopedonali che possano riavvicinare la popolazione, che tramite l'incentivazione delle attività agricole e la realizzazione di eventi di educazione ambientale e conoscenza del territorio rivolti ad adulti e bambini.
Il tutto in una zona che negli ultimi anni è stata interessata da un elevato grado di urbanizzazione, che ha visto la città di Bergamo espandersi fino a creare un'unica soluzione di continuità con i comuni dell'hinterland. E, in questo contesto, il parco si prefigge l'ulteriore obiettivo di creare una cintura agricola immediatamente a sud del capoluogo orobico, creando una soluzione di continuità tra le zone fluviali di Serio e Brembo e con altre realtà naturalistiche quali il parco del Serio ed il parco dei Colli di Bergamo.

## Territorio

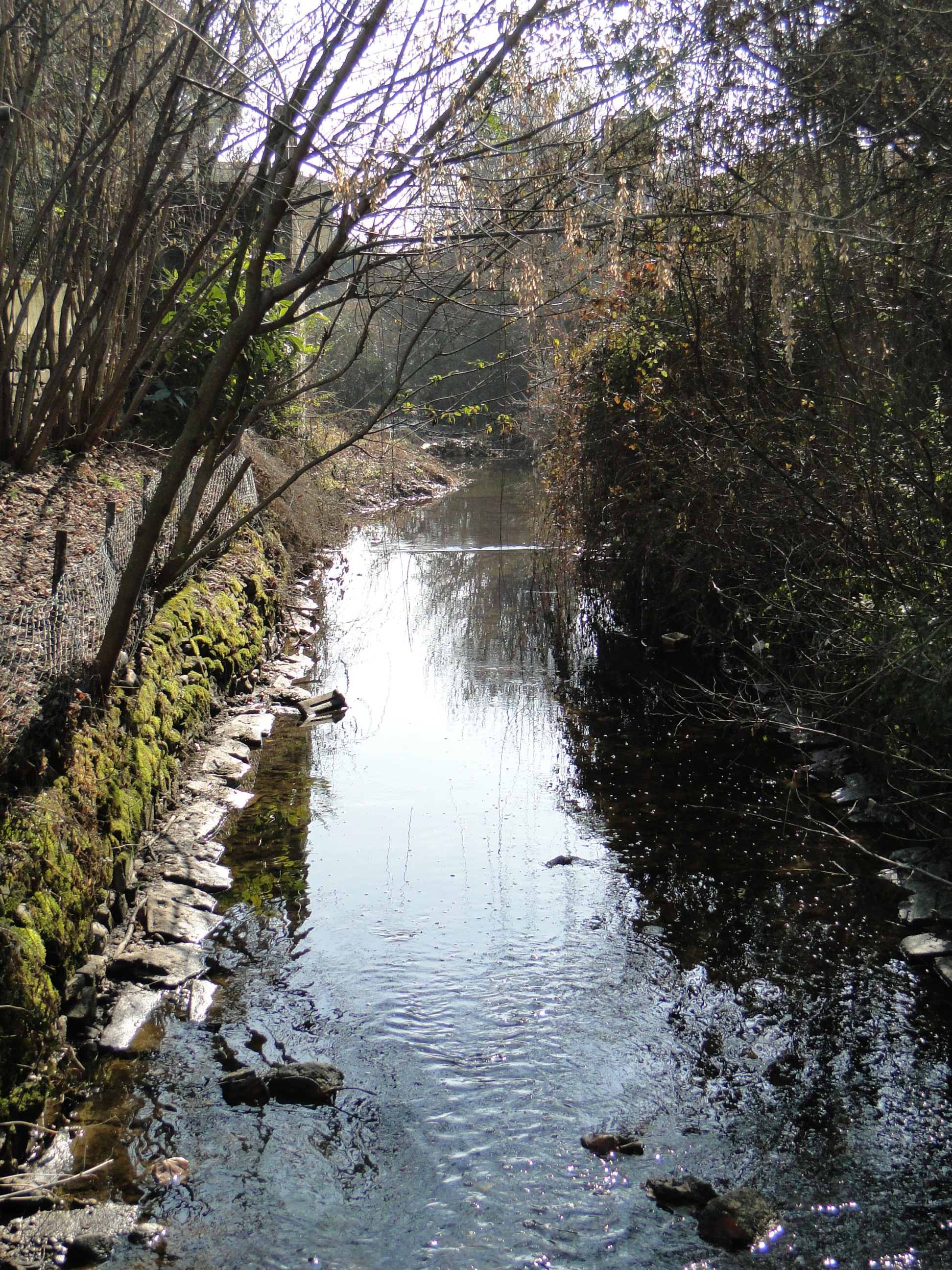
Il Morla presso Zanica

Il parco si sviluppa lungo il corso del torrente Morla e delle rogge da esso derivanti, nei comuni posti nella cintura urbana a sud della città di Bergamo, nel tratto più settentrionale della pianura bergamasca posto tra i fiumi Serio e Brembo. Il tutto per una superficie totale pari a 1364 ettari e con un dislivello altimetrico molto limitato: si va dai 173 ai 226 m s.l.m.
A livello geomorfologico si tratta di una zona pianeggiante composta da ciottoli e ghiaia di origine alluvionale, posta a nord della fascia della risorgive. 
Ricca è l'idrografia: il corso d'acqua principale è il Morla che, dopo aver attraversato la città di Bergamo si dirige verso sud raggiungendo Zanica e Comun Nuovo dove si divide in due rami: il primo si dirige verso Stezzano, mentre il secondo si dirama in ulteriori piccoli canali artificiali utilizzati per scopi irrigui fino a Spirano.
Sono inoltre presenti numerosi piccoli canali e corsi d'acqua che si intersecano formando una fitta rete irrigua: il torrente Morletta, che delimita i confini ovest del parco, le rogge Vescovada, Vecchia ed Urgnana in territorio di Zanica, la roggia Colleonesca, la Coda Morlana, la Ponteperduto e la Verdellina presso Levate. Le acque di questi canali provengono dalla roggia Serio Grande e dalla roggia Morlana, che attingono dal fiume Serio nella bassa val Seriana.

## Ambiente e fauna
L'ambiente è caratterizzato in larga parte dalle colture agricole, dove mais, frumento e soia ricoprono la quasi totalità delle attività.
Lungo i canali ed i fossi elevata è la presenza di arbusti e di alberi come il sambuco, il nocciolo, il salice, l'olmo minore, il pioppo nero e la sanguinella, spesso raggruppati in piccoli boschetti. In questi micro-ambienti si riscontra un clima più fresco, che permette il proliferare di numerose specie: tra gli uccelli si trovano la gallinella d'acqua, il torcicollo, il verdone, l'usignolo, il saltimpalo, il pettirosso, il fringuello, la cinciallegra, lo scricciolo, il gheppio, il corriere piccolo, la civetta e la ballerina e l'airone cenerino. 
Tra i mammiferi sono presenti il riccio, la volpe e la talpa, tra gli anfibi il rospo e la rana verde, tra i rettili l'orbettino, la lucertola muraiola ed il colubro liscio inoltre si può trovare la volpe rossa.